# Blossia omeri
Blossia omeri är en spindeldjursart som först beskrevs av Levy och Shulov 1964.  Blossia omeri ingår i släktet Blossia och familjen Daesiidae. Inga underarter finns listade.